# Die Reise um die Erde in 80 Tagen
Die Reise um die Erde in 80 Tagen ist eine deutsche Stummfilmkomödie aus dem Jahr 1919 von Richard Oswald. In dieser zweiten bekannten Adaption des berühmten Romans In 80 Tagen um die Welt von Jules Verne spielte Conrad Veidt die Hauptrolle.

## Handlung
In humoriger und satirisch-parodistischer Form wird die bekannte Geschichte des Gentlemans Phileas Fogg nacherzählt, der in einem edlen Club mit einigen Mitgliedern die Wette eingeht, die Erde innerhalb von 80 Tagen umrunden zu können. Auf dieser Reise voller Abenteuer begleitet ihn sein treuer Diener Passepartout, der ihm bei seinen Erlebnissen auf drei Kontinenten stets zur Seite steht. Foggs Gegner Archibald Corsican folgt ihm um den Globus.
Währenddessen wird Fogg steckbrieflich gesucht, da er beschuldigt wird, unmittelbar vor seiner Abreise die Bank of England ausgeraubt zu haben. Ein Versicherungsdetektiv namens Fix, der durch seinen Übereifer zumeist sich selbst im Weg steht, heftet sich daher an Foggs Fersen. Doch diesem gelingt es, rechtzeitig heimzukehren und die Wette zu gewinnen.

## Produktionsnotizen
Gedreht wurde im Oktober/November 1918, unmittelbar vor dem Ende des Ersten Weltkriegs. Die Uraufführung des achtaktigen Films erfolgte im Berliner Marmorhaus am 20. März 1919. Die Illustrationsmusik dirigierte Kapellmeister S. Radzitzky.
Eine Nachzensur erfolgte am 8. Juli 1921. Da es Schwierigkeiten mit den Erben Jules Vernes wegen des Titels gegeben hatte, entschied man sich 1921 für eine Umbenennung und nannte den Film nunmehr Die Reise um die Welt. Am 23. Mai 1919 lief der Film auch in Wien an.
Bereits 1913 hatte es eine deutsche Variation dieses Filmstoffs unter dem Titel Die Jagd nach der Hundertpfundnote oder Die Reise um die Welt gegeben, die jedoch als verschollen gilt.

## Kritik
Paimann’s Filmlisten resümierte: „Humoristik und Spiel ausgezeichnet, Photos und Szenerie sehr gut.“